# Distretto di Huambos
Il distretto di Huambos è uno dei diciannove distretti  della provincia di Chota, in Perù. Si trova nella regione di Cajamarca e si estende su una superficie di 240,72 chilometri quadrati.

Ha per capitale la città di Huambos e contava 9.708 abitanti al censimento 2005.